# 75 mm M3 L/40
Il 75 mm M3 L/40 fu un cannone calibro 75 mm utilizzato nelle versioni del carro armato M4 Sherman, nelle successive M4A3E8 e, assieme alla versione M2, negli M3 Lee/Grant. La versione M6 equipaggiò il successivo M24 Chaffee.
La selezione di questa arma fu dovuta non alla maggiore efficacia contro mezzi corazzati, ma per il maggiore effetto su truppe di fanteria, dato il maggior raggio di letalità del colpo da 75 mm nei confronti di un colpo del cannone da 76 mm: infatti il proiettile HE da 75 mm aveva una carica di esplosivo di 1,47 lb (666 g), contro le 0,86 lb (390 g) del corrispondente proiettile da 76 mm. Naturalmente nei confronti dei carri armati il cannone da 76 mm forniva risultati migliori (a parità di distanza penetrava di circa un pollice - 25 mm - in più).